# Стефан Каракостов
Стефан Любомиров Каракостов е български театрален и литературен критик и публицист, характеризиран от Георги Марков като „идеологически полковник“. 
Политик от Българската комунистическа партия. Депутат в XXVI народно събрание (1945 – 1946). 
Ректор на ВИТИЗ „Кръстьо Сарафов“ (1968 – 1969), където е професор по история на руския и съветския театър. От 1970 г. – професор в Института по философия на БАН. 

## Биография
Роден е на 7 септември 1915 г. в Бургас в железничарско семейство. Завършва славянска филология в Софийския университет (1941), въпреки че е предложен за изключване като член на студентското нелегално дружество „Жан Жорес“. След това работи като редактор във в. „Литературен глас“ (1941 – 1944).
След Деветосептемврийския преврат (1944) става  секретар на Областния комитет на Отечествения фронт в Бургас (1944 – 1945).
На 25 декември 1944 г. публикува във в. „Народ“, бр. 71, уводна статия със заглавие „Най-здравото гнездо на фашизма“, насочена срещу Софийския университет и утвърдени преподаватели в него. Според Каракостов именно Университетът е това ядро на фашизма, от него цар Борис III винаги комплектовал основното министерското ядро. В него все още имало „спотаени из кишетата на аудиториите истински фашисти и полицейски сътрудници“ и трябвало „чистка от всичката фашистка гад“.
Веднага след тази статия е назначен за заместник главен редактор на в. „Народ“ (1945 – 1946) и избран за депутат в XXVI народно събрание (1945 – 1946).
В парламента Стефан Каракостов много пъти се проявява като на говорител на БРП (к). Продължава с призивите си за „прочистване” на Университета, тъй като в него се преподавала „полунаука“, а професорите били „лъжеучени“, а също така и на БАН, където владеел „старият дух на Филов“. Отправя нападки срещу секретаря на БАН проф. Спиридон Казанджиев, вече критикуван от Тодор Павлов, и много скоро Казанджиев е сменен, а Павлов става председател на БАН.
След депутатстването си е назначен (1946) в Държавното театрално училище в София (днес НАТФИЗ „Кръстьо Сарафов“), където бързо прави кариера. Става професор (1951) по история на руския и съветския театър, а през 1968 – 1969 г. е ректор на учебното заведение.
От 1970 г. е професор в Института по философия на БАН.
Умира на 28 февруари 1988 г. в София.

## Публицистична и политическа дейност
Стефан Каракостов се изявява като тясно свързан с най-сталинистката група съветски писатели. Първоначално след Деветосептемврийския преврат българските цензори не смеят да възразят срещу издавани в Съветския съюз произведения, но през 60-те години в България се налага цензура дори на съветски произведения, сметнати за недостатъчно „съветски“. Стефан Каракостов обвинява съветското изкуство, че се било омърсило с чужди влияния. Още преди Пражката пролет (1968) той критикува остро младите съветски творци Бела Ахмадулинна, Булат Окуджава, Ажаев и др., както и българските Йордан Радичков, Стефан Цанев, Константин Павлов и др. Георги Марков го определя като един от „идеологическите полковници“ („Цензурна диалектика“); смята го за „инструктиран да открие огън срещу някои съветски творби, така че неговите московски приятели да имат повод да преминат в настъпление“. Това той прави и в самия СССР. През 1969 г., отново в Москва, „заклал младите – Радичков, Хайтов, Пейчев, Радоев, Русев. Щели да докарат чешки събития. Хвалил „Прокурорът“. Хайтов го насолил – питал го кога е искрен: сега или преди, като отричаше „Прокурора“.
Освен към руската и съветска литература, проявява интерес и към български възрожденски дейци и възрожденската драма и театър. Изнася неизвестни данни за театралния репертоар през Българското възраждане, предлага нова периодизация в развитието на бълг. театър. Издирва и публикува с обстойни коментари спомени за Христо Ботев и Васил Левски. Въпреки богатството на емпиричния материал, някои от тезите му са спорни.

## Отличия
Заслужил деятел на изкуството (1965). Носител на Димитровска награда (1974).